# Cousinia beckeri
Cousinia beckeri là một loài thực vật có hoa trong họ Cúc. Loài này được Trautv. mô tả khoa học đầu tiên năm 1886.